# Багдасарян Григорій Гайкович
Багдасарян Григорій Гайкович (нар. 15 грудня 1922, с. Цур, Нагірно-Карабахська автономна область, Азербайджан) — живописець. Член Національної спілки художників (1988). 1952 року закінчив навчання в Харківському художньому інституті. Протягом 1952—95 рр. працював оформлювачем на Донецькому художньо-виробничому комбінаті. Активну участь у виставках бере починаючи з 1957 року. Твори зберігаються в Донецькому обласному художньому та краєзнавчому музеях, музеях Донецького медичного інституту, Управління внутрішніх справ, Донецькому ботанічному саді НАНУ.

## Твори
Портрети
- хірурга К. Овнатаняна (1957),
- «Інспектор С. Назаренко» (1972),
- «Портрет шахтаря» (1975),
- героя Соц. Праці З. Глухова (1979),
- підполковника карного розшуку А. Семенова (1982),
- бригадира прохідників шахтоуправління «Червона зірка» В. Новицького (1985);

Тематичні картини
- «Молодіжна бригада» (1967),
- «Завжди живі» (1970),
- «Вечірній патруль» (1977);

Натюрморти
- «Польові квіти» (1979), [Архівовано 2 липня 2018 у Wayback Machine.]
- «Гвоздики» (1983),
- «Весна» (1985).